# Caragana aurantiaca
Caragana aurantiaca là một loài thực vật có hoa trong họ Đậu. Loài này được Koehne miêu tả khoa học đầu tiên.